# Noors taalpurisme
Noors taalpurisme (Noors: språkrensing) is het sociolinguïstische fenomeen van taalzuivering in het Noors.

## Achtergrond
In 1397 werden Denemarken, Zweden en Noorwegen onder Margaretha I van Denemarken verenigd tot één koninkrijk. Doordat Denemarken de dominerende macht was binnen deze unie, oefende het Deens als ambtelijke taal invloed uit op de schrijftaal van Zweden en Noorwegen. Na de Zweedse onafhankelijkheid in 1523 werd bij de standaardisering van het Zweeds evenwel systematisch getracht om de verschillen met het Deens zoveel mogelijk te onderstrepen.
Noorwegen daarentegen gold destijds als politiek, economisch en cultureel verzwakt. Op het eind van de 16e eeuw had het Deens de oude Noorse schrijftaal dan ook volledig vervangen. Gezien de nauwe verwantschap tussen beide talen werd het Deens in Noorwegen niet als vreemde taal beschouwd. De Deense schrijftaal verenigde de Deense en Noorse dialecten, zoals de Duitse standaardtaal nog steeds de Hoogduitse en de Nederduitse dialecten overkoepelt.
Na de napoleontische oorlogen werd Noorwegen Zweeds. De personele unie tussen Zweden en Noorwegen duurde van 1814 tot aan de Noorse onafhankelijkheid in 1905. Vanaf de Zweedse tijd begon ook het Noorse streven naar een eigen standaardtaal.
In beschaafde kringen in Noorwegen werd anno 1814 Deens gesproken, maar de uitspraak verschilde doorgaans zozeer van het Standaarddeens dat men bijkans van een andere taal kon spreken. De geschreven standaard was dan weer nagenoeg identiek aan de schrijftaal in Denemarken. Destijds rees dan ook de vraag hoe men de taal van Noorwegen zou noemen; aanvankelijk sprak men eenvoudigweg van de ‘moedertaal’, maar die situatie was op lange termijn onhoudbaar.

## Nynorsk

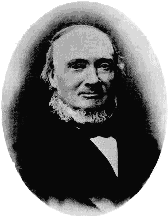
Ivar Aasen

Over de taaltoestand in Noorwegen bestonden in de 19e eeuw verschillende opvattingen. Een eerste strekking vond dat alle banden met het Deens moesten worden doorgeknipt. Aanvankelijk was men in die kringen gewonnen voor het idee om de taal van het middeleeuwse koninkrijk Noorwegen te actualiseren en die als nieuwe Noorse standaardtaal te bezigen. Die taal zou echter te ver af hebben gestaan van de spreektaal.
Het idee om de standaardisering van het Noors op levend taalmateriaal uit de dialecten te baseren, kwam van de taalkundige Ivar Aasen. Hij maakte er zijn levenswerk van om uit de westelijke kustdialecten een nieuwe schrijftaal te creëren. Gedurende vier jaar trok hij rond op het Noorse platteland en verzamelde stelselmatig zoveel mogelijk informatie over het dialectlandschap. Aasen was bekend met de werken van taalgeleerden als Bopp en Grimm en hij hield bij de samenstelling van zijn standaardtaal rekening met hun theorieën inzake vergelijkende taalwetenschap.
Zelf bedacht Aasen de naam landsmål voor zijn schepping, maar vandaag staat deze variant van het Noors als nynorsk bekend. De nieuwe Noorse standaardtaal is eigenlijk een puristische plantaal. Aasen baseerde zich niet op één bepaald dialect, maar koos telkens de vormen die hem het zuiverste Noors dochten.
Bij het codificeren van zijn nieuwe standaardtaal moest hij immers vaak een selectie maken uit het voorhanden materiaal. Voor het creëren van de infinitief in het Noors had hij bijvoorbeeld keuze uit drie verschillende modellen; in sommige dialecten eindigden de infinitieven op -a, andere dialecten hadden een onbepaalde wijs op -e en dan was er nog een derde groep dialecten waar de infinitieven deels op -a en deels op -e uitgingen. Aasen koos er in dit geval resoluut voor om alle infinitieven in zijn nieuwe schrijftaal op -a te laten eindigen, omdat dat het dichtste stond bij het Oudnoors en bovenal omdat die vorm het minste aan het Deens deed denken.
Hij schrok er ook niet voor terug om oude vormen te reconstrueren; werkwoorden als baka ‘bakken’ hadden in de Noorse dialecten gewoonlijk slechts een enkele vorm voor de infinitief, de verleden tijd en het voltooid deelwoord. In plaats van baka voor te schrijven in de drie gevallen, reconstrueerde hij de vervoeging baka, bakade, bakat uit oudere stadia van de Noorse taal.
Hij poogde zijn taal bovendien ook van de Hanze-invloeden te zuiveren. Vooral uit het Nederduits ontleende voor- en achtervoegsels zoals an-, be-, er-, for- of -he(i)t werden stelselmatig geweerd uit zijn schepping. Tegenover de zogeheten anbeheitelseord hebben Noren nadien een milder standpunt ingenomen.
Aasen had verhoudingsgewijs niet zoveel aandacht voor de bestrijding van woorden uit het Latijn en het Grieks. Het nynorsk neemt onder de Noord-Germaanse talen dan ook een tussenpositie in; het Deens en het Zweeds hebben vandaag zowel internationalismen als de Nederduitse Hanze-invloeden geaccepteerd, terwijl in het IJslands en het Faeröers een strijd wordt gevoerd tegen de beide vormen van vreemde invloed.

## Bokmål

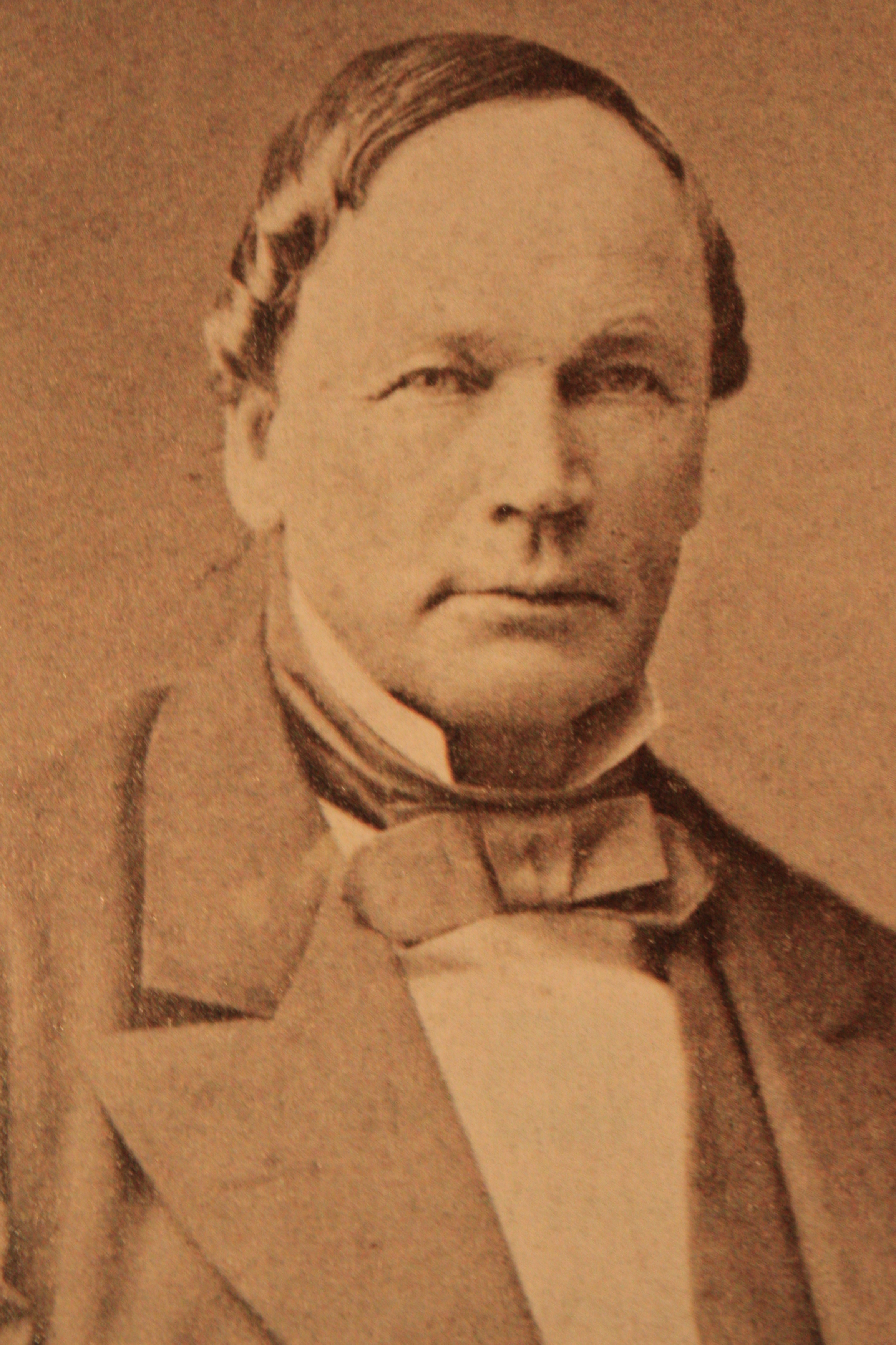
Knud Knudsen

Tegenstanders van Aasen wezen op de geringe culturele waarde van zijn creatie; men kon de vier eeuwen van Deense overheersing en de daarmee gepaard gaande culturele bagage niet zomaar overboord gooien. Zij wilden voortbouwen op de Deense standaardtaal, maar die door middel van spellinghervormingen langzaamaan vernoorsen. Naar analogie met Aasens landsmål werd het vernoorste Deens riksmål genoemd. Tegenwoordig is de term bokmål in zwang.
Een voortrekkersrol in deze beweging was weggelegd voor de taalgeleerde Knud Knudsen. Vertrekkende vanuit de bestaande schrijftaal wilde hij door middel van hervormingen en de introductie van eigen dialectwoorden het Noors van zijn Deense karakter ontdoen. Allereerst wilde hij het hoofdlettergebruik bij zelfstandige naamwoorden afschaffen, alsook de lettercombinatie <aa> door het grafeem <å> vervangen; vernieuwingen die later ook in het Deens zelf hebben plaatsgevonden.
Hij stelde ook voor om de zachte eindmedeklinkers uit de Noorse schrijftaal te bannen. Zo wilde hij løbe ‘rennen’, søge ‘zoeken’ en vide ‘weten’ als løpe, søke en vite schrijven. Tevens stelde hij voor om na korte klinkers dubbele medeklinkers te schrijven op het einde van een woord. Zo werd grøn ‘groen’ bijvoorbeeld als grønn geschreven.

## 20e eeuw
In de 20e eeuw deed men pogingen om de beide varianten van het Noors dichter bij elkaar te brengen. Zo kwam er onderhand meer plaats voor eigen Noorse woorden en eigen Noorse grammaticale constructies in het bokmål. Ook in het verdeenste Noors kan vandaag zonder probleem een zuiver Noors woord als jente ‘meisje’ gebruikt worden, waar aan het begin van de 20e eeuw nog uitsluitend het Deense woord pike door de beugel kon.
In 1951 werd in Noorwegen de Norsk språknemnd opgericht, die in 1972 tot de Norsk språkråd werd omgedoopt. Sinds 2005 heet de organisatie simpelweg Språkrådet. Dat instituut heeft zich nooit echt met taalpurisme beziggehouden. Wel werd bij de vorming van nieuwe woorden vaak in overleg getreden met Deense en Zweedse taalorganisaties.
Na de Tweede Wereldoorlog is het Amerikaans-Engels ook in Noorwegen de belangrijkste bron van nieuwe leenwoorden geworden. Zowel in het Deens als in het Noors worden af en toe nieuwvormingen bedacht ter vervanging van Engelse leenwoorden, maar de Denen gaan daarin veel minder ver dan de Noren. Waar men het in Denemarken gewoonweg over computer, e-mail of weekend heeft, verzinnen de Noren neologismen als datamaskine, e-post en helg. Er is zowel in Denemarken als in Noorwegen nog volop een taaldebat aan de gang over de mate waarin men Engelse woorden kan accepteren.